# Polycirrus eximius
Polycirrus eximius är en ringmaskart som först beskrevs av Joseph Leidy 1855.  Polycirrus eximius ingår i släktet Polycirrus och familjen Terebellidae. Utöver nominatformen finns också underarten P. e. dubius.